# Грачковская Слобода
Грачковская Слобода (Докука) — деревня в Переславском районе Ярославской области при реке Трубеж.
Постоянное население на 1 января 2007 года 31 человек.

## История
В дозорной книге 1699 года слобода называется Новограчковской Слободой Духова монастыря в Никитском стане, а в документах XVIII века «Новопоселённой Слободой», что указывает на её позднее происхождение. Поставлена она была на берегу реки Трубежа, в урочище Грачки, составлявшем границу рыбной ловли Духова монастыря, простиравшейся в реке Трубеже вверх от впадения в него Чёрной речки.
В настоящий момент[когда?]

 на окраине Грачковской Слободы идёт активное строительство частных домов и появилась новая улица Заречная, в планах довести её до окружной дороги.